# Шмелева, Алевтина Павловна
Алевтина Павловна Шмелева (11 июня 1928, Киев, СССР — 25 апреля 2022, Франция) — российский учёный, ведущий научный сотрудник ФИАНа, многолетний руководитель группы ФИАН в Трекере переходного излучения (TRT) эксперимента ATLAS в Европейской Организации Ядерных Исследований (ЦЕРН). Соавтор свыше 1000 публикаций.

## Биография
Родилась в Киеве. Встретила войну в возрасте 13 лет в Ленинграде и вместе семьей была эвакуирована в Свердловск за 10 дней до начала блокады. В Свердловске её отец строил металлургические заводы, её мать работала медсестрой в госпитале, а Алевтина добровольно ухаживала за раненными бойцами в госпитале, в частности читала им стихи Симонова.
После войны в семья переехала в Москву. Два года училась в Московском Институте Иностранных Языков имени Мориса Тореза. Окончила факультет № 3 (факультет Экспериментальной и теоретической физики) МИФИ в 1953 году.
С 1953 года работала в Лаборатории элементарных частиц ФИАНа, под руководством академика Артёма Исааковича Алиханьяна защитила кандидатскую диссертацию.
Первой работой после окончания института в 1954 г. было участие в экспедициях на станцию исследования космических лучей Арагац и позднее на станцию Нор Амберд в Армении. Здесь проводились исследования космических лучей на высотах гор с помощью магнитных спектрометров. А. П. Шмелева руководила работами по созданию искрового калориметра для этих экспериментов. В этих исследованиях были измерены интенсивность и состав ядерной компоненты космического излучения на высоте 2000 метров над уровнем моря в области энергий 100—300 ГэВ.
В 1959 г. в Москве проводилась Международная конференция по космическим лучам. Благодаря знанию французского языка, Алевтина Павловна была рекомендована академиком А. И. Алиханьяном для работы с иностранными учёными. В том же году в Киеве на Международной Рочестерской конференции по физике высоких энергий была представлена будущим нобелевским лауреатам Л. Ледерману и Д. Стейнбергу, познакомилась с будущим директором ЦЕРН Бернаром Грегори.
В 1976—1988 годах А. П. Шмелева участвовала в разработке спектрометра полного поглощения на жидком ксеноне объёмом 40 литров. Созданный спектрометр обладал лучшими для того времени энергетическим разрешением 3,5 %{\displaystyle /{\sqrt {E(GeV)}}} и координатным разрешением 5,6 мм{\displaystyle /{\sqrt {E(GeV)}}}.
В 1980—1988 годах участвовала в эксперименте R808 по изучению рождения прямых фотонов на первом в мире протонном коллайдере ISR в ЦЕРН. Для этого эксперимента сотрудниками ФИАН, ИЯИ, МИФИ и ИЯФ СО РАН были разработаны и созданы панели годоскопа ливневых счетчиков на основе сцинтилляционных кристаллов NaI(Tl) общим весом, достигающим одной тонны.
Разрабатывала детекторы переходного излучения вместе со своим мужем Борисом Долгошеиным. В мае 1977 года на Международном симпозиуме по переходному излучению в Ереване они убедили Билла Виллиса в преимуществах метода подсчёта числа кластеров, и он пригласил их в ЦЕРН

для реализации этой идеи. С 1977 года Алевтина работала над реализацией детекторов переходного излучения в ЦЕРНе вместе с Биллом Виллисом и Борисом Долгошеиным. В результате проведения целого ряда методических работ на ускорителе были выработаны базовые принципы построения детекторов переходного излучения, которые до настоящего времени широко применяются в различных экспериментах как на ускорителях (ALICE, ATLAS), так и в космосе (AMS). Внесла большой вклад в эксперименты HELIOS (NA-34/1, NA-34/2), ATLAS.
Умерла 25 апреля 2022 года во Франции. Там же и похоронена в деревне Эшеневекс.
Oт брака с Б.A. Долгошеиным осталась дочь Елена.